# FFH-Gebiet Wälder an der Lecker Au
Das FFH-Gebiet Wälder an der Lecker Au ist ein NATURA 2000-Schutzgebiet in Schleswig-Holstein im Kreis Nordfriesland im Osten der Gemeinde Leck, im Nordwesten der Gemeinde Stadum und im Westen der Gemeinde Sprakebüll im Naturraum Schleswig-Holsteinische Geest in der Landschaft Lecker Geest nördlich und südlich der Lecker Au. Es hat eine Fläche von 50 ha und besteht zu knapp neun Zehntel aus Laubwald unterschiedlicher Zusammensetzung, siehe auch Diagramme 1 und 2. Die größte Ausdehnung liegt in Nordostrichtung und beträgt 2,41 km.
Es besteht aus drei räumlich getrennten FFH-Teilgebieten:
1. FFH-Teilgebiet Hogelund südwestlich des Gutes Hogelund nördlich der Lecker Au
2. FFH-Teilgebiet Kuhholz und Eichenholz Gaarde westlich des Gutes Gaarde nördlich der Lecker Au
3. FFH-Teilgebiet Fresenhagen westlich des Gutes Fresenhagen südlich der Lecker Au

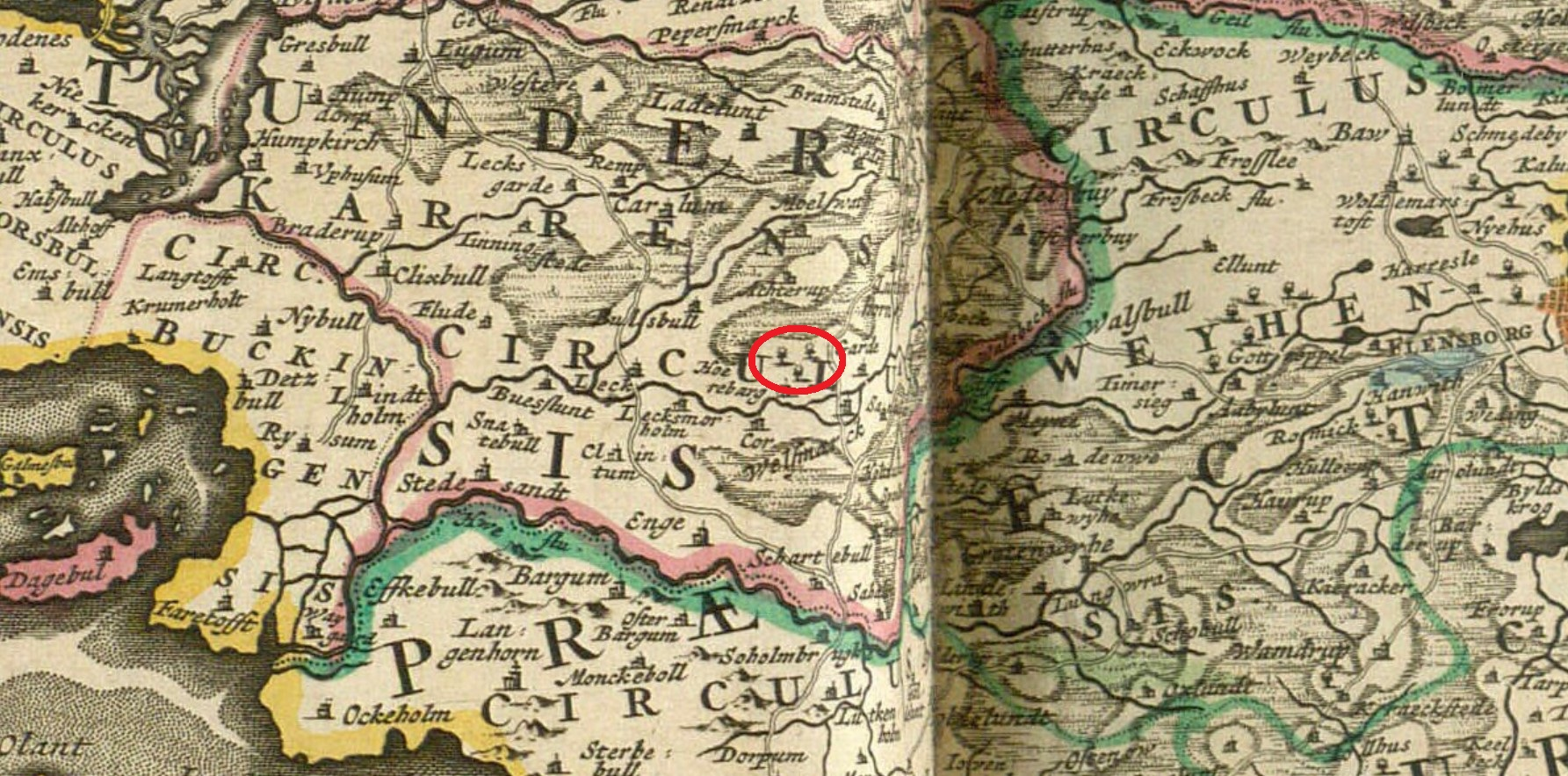
Bild 1: Wälder an der Lecker Au (1680)

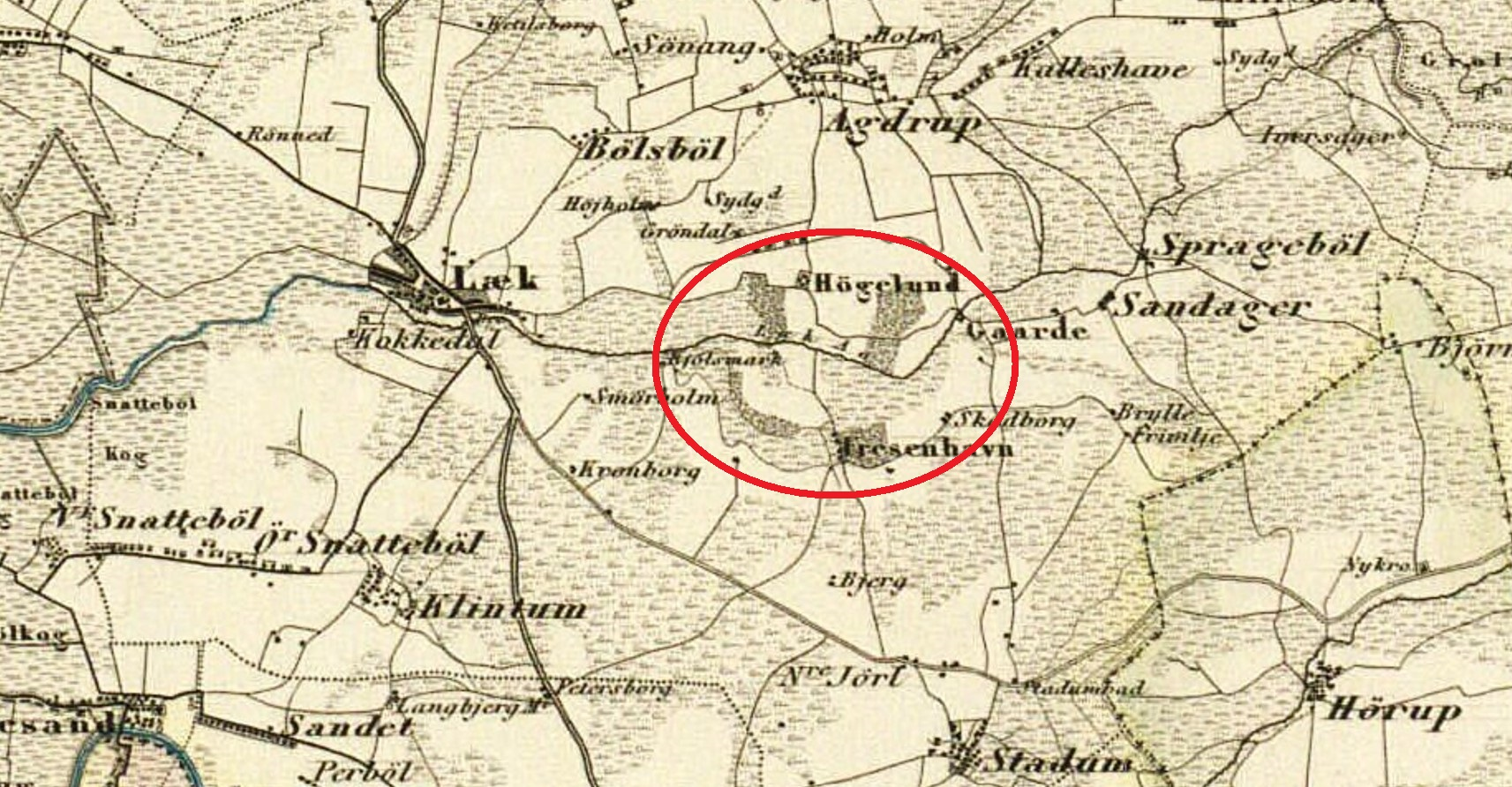
Bild 2: Wälder an der Lecker Au (1858)

Die höchste Erhebung mit 7 m über NN liegt im FFH-Teilgebiet Hogelund in der Nähe des Gutes Hogelund und der niedrigste Punkt mit 1 m über NN im FFH-Teilgebiet Fresenhagen an dem Fließgewässer Schwarzer Strom. Es handelt sich um einen historischen Waldstandort, der bereits im Jahre 1680 auf der Karte des Herzogtums Schleswig von Frederik de Wit und in der dänischen Generalstabskarte von 1858 verzeichnet ist, siehe Bild 1 und Bild 2.

## FFH-Teilgebiet Hogelund
Das FFH-Teilgebiet Hogelund liegt in unmittelbarer Nachbarschaft des Gutes Hogelund zwischen einem asphaltierten Wirtschaftsweg am Nordrand, einem Entwässerungsgraben im Westen und dem Ufer der Lecker Au im Süden. Es wird vor Ort auch als Hogelunder Holz bezeichnet und ist im Besitz des Gutes Hogelund. Im Norden ist mesophytischer Buchenwald vorherrschend, während im Zentrum feuchter und sumpfiger Wald überwiegt. Unmittelbar an der Lecker Au und am Ostrand befindet sich bodensaurer Wald. Das Gelände fällt von Nordost nach Südwest um 4 m ab und entwässert über mehrere Gräben und dem Hogelunder Deichgraben bei Karlsmark über ein Pumpwerk in die eingedeichte Lecker Au.

## FFH-Teilgebiet Kuhholz und Eichenholz Gaarde
Das FFH-Teilgebiet Kuhholz und Eichenholz Gaarde liegt knapp 300 m westlich des Gutshofes Gaarde und ist über einen asphaltierten Wirtschaftsweg mit diesem verbunden. Der nördliche Teil ist das Kuhholz und der südliche das Eichenholz Gaarde. Beide werden durch den Wirtschaftsweg, der das Kuhholz von Süden, Westen und Norden umgibt, geteilt. Das Kuhholz wird im Westen und Osten durch einen Entwässerungsgraben begrenzt. Das Eichenholz Gaarde wird im Westen durch einen Entwässerungsgraben und im Süden durch die eingedeichte Lecker Au begrenzt. Beide Waldgebiete entwässern über den Gaarder Deichgraben und über ein Pumpwerk in die Lecker Au. Der höchste Punkt des Teilgebietes liegt mit 4,9 m über NN im Nordosten. Das Teilgebiet ist im Besitz des Gutes Gaarde. Der überwiegende Teil des Kuhholzes besteht aus Auenwald und -gebüsch. Am Nordrand und am Übergang zum Eichenholz Gaarde ist Feucht- und Sumpfwald angesiedelt. An den Rändern befinden sich drei kleinere Parzellen mit mesophytischem Buchenwald. Der überwiegende Teil des Eichenholzes Gaarde sowie der Südrand des Kuhholzen sind mit bodensaurem Wald belegt.

## FFH-Teilgebiet Fresenhagen
Das FFH-Teilgebiet Fresenhagen befindet sich im Tal des Schwarzen Stromes, der, durch einen flachen Geestrücken von der Lecker Au getrennt, südlich parallel zu dieser verläuft. Südlich der Mündung des Hedwigsruh-Grabens in den Schwarzen Strom liegt das Naturschutzgebiet Erlenbruch vollständig im FFH-Teilgebiet Fresenhagen. Das Teilgebiet ist mit sehr unterschiedlichen Biotoptypen bestanden und hat den geringsten Waldanteil aller Teilgebiete. Der Biotoptyp Artenarmes Intensivgrünland nimmt den größten Anteil der Teilgebietsfläche ein. Danach folgen am Südrand Bruchwald und -gebüsch und Feucht- und Sumpfwald. Nördlich des Altarms des Schwarzen Stromes befindet sich fast ausschließlich bodensaurer Wald und sonstiger flächenhaft nutzungsgeprägter Wald. Bei Letzterem handelt es sich im Wesentlichen um Nadelwald. Als Besonderheit befindet sich westlich des Hedwigsruh-Grabens eine 0,62 ha große bewaldete Binnendünenfläche. Das Teilgebiet ist im Besitz des Gutes Fresenhagen.

## FFH-Gebietsgeschichte und Naturschutzumgebung

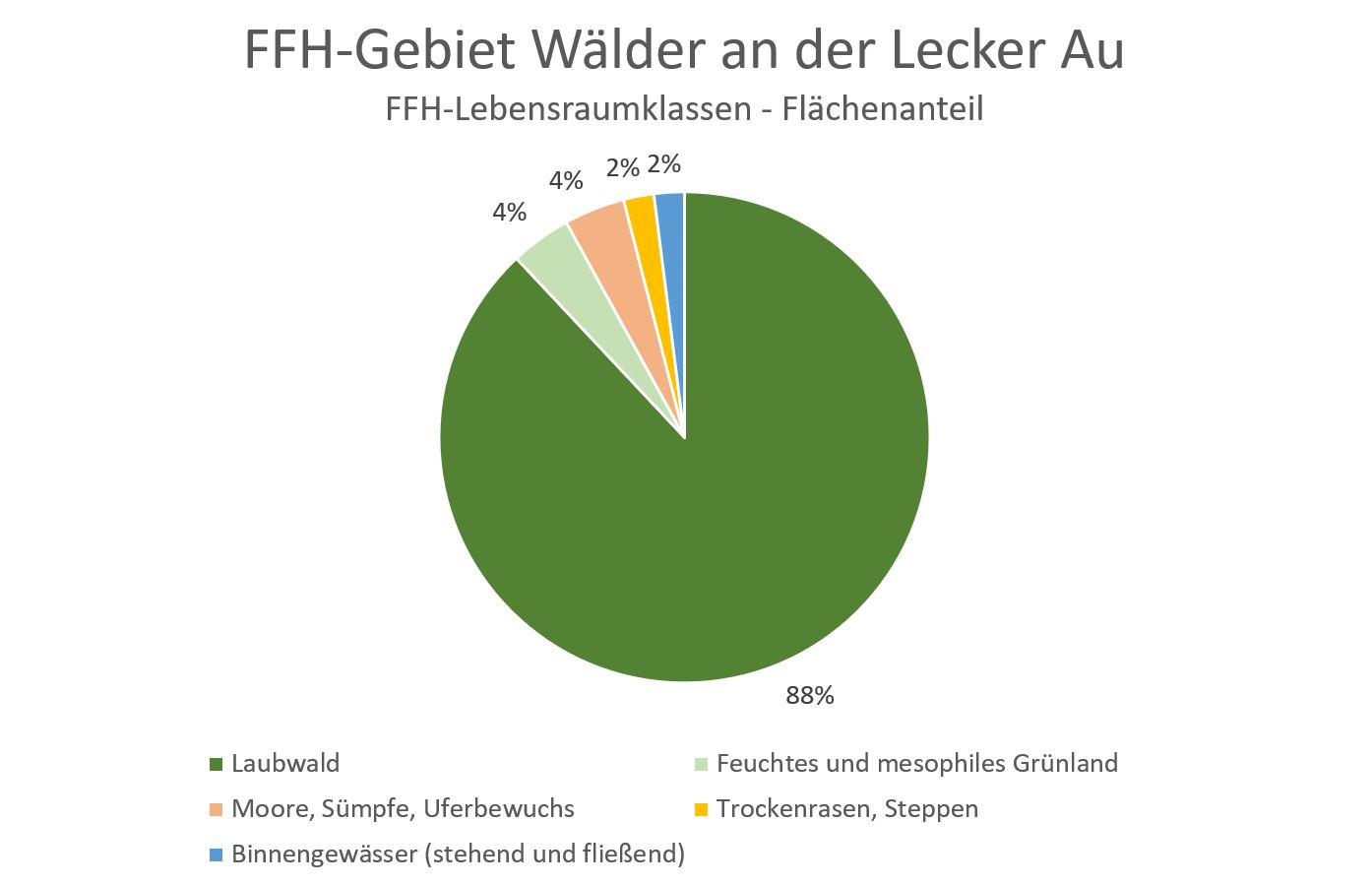
Diagramm 1: FFH-Lebensraumklassen

Der NATURA 2000-Standard-Datenbogen (SDB) für dieses FFH-Gebiet wurde im Mai 2004 vom Landesamt für Landwirtschaft, Umwelt und ländliche Räume (LLUR) des Landes Schleswig-Holstein erstellt, im September 2004 als Gebiet von gemeinschaftlicher Bedeutung (GGB) vorgeschlagen, im November 2007 von der EU als GGB bestätigt und im Januar 2010 national nach § 32 Absatz 2 bis 4 BNatSchG in Verbindung mit § 23 LNatSchG als besonderes Erhaltungsgebiet (BEG) bestätigt. Der SDB wurde zuletzt im März 2012 aktualisiert. Der Managementplan für das FFH-Gebiet wurde am 19. März 2018 veröffentlicht. Das am 2. August 1968 errichtete Naturschutzgebiet Erlenbruch ist Teil des FFH-Teilgebietes Fresenhagen. Alle FFH-Teilgebiete liegen in einer Hauptachse des landesweiten Biotopverbundsystems. Das nächste Schutzgebiet ist das 1,65 km westlich gelegene FFH-Gebiet Heide- und Magerrasenlandschaft am Ochsenweg und im Soholmfeld. Mit der Gebietsbetreuung des FFH-Gebietes Wälder der Lecker Au gem. § 20 LNatSchG wurde durch das LLUR noch keine Institution beauftragt. Im Januar 2019 hat sich der Verein Runder Tisch Naturschutz Nordfriesland e.V. als Zusammenschluss aller am Naturschutz im Kreis Nordfriesland beteiligten Interessenvertreter gegründet. Dieser hat sich auch zum Ziel gesetzt, die Belange des FFH-Gebietes Wälder an der Lecker Au zu thematisieren.

## FFH-Erhaltungsgegenstand

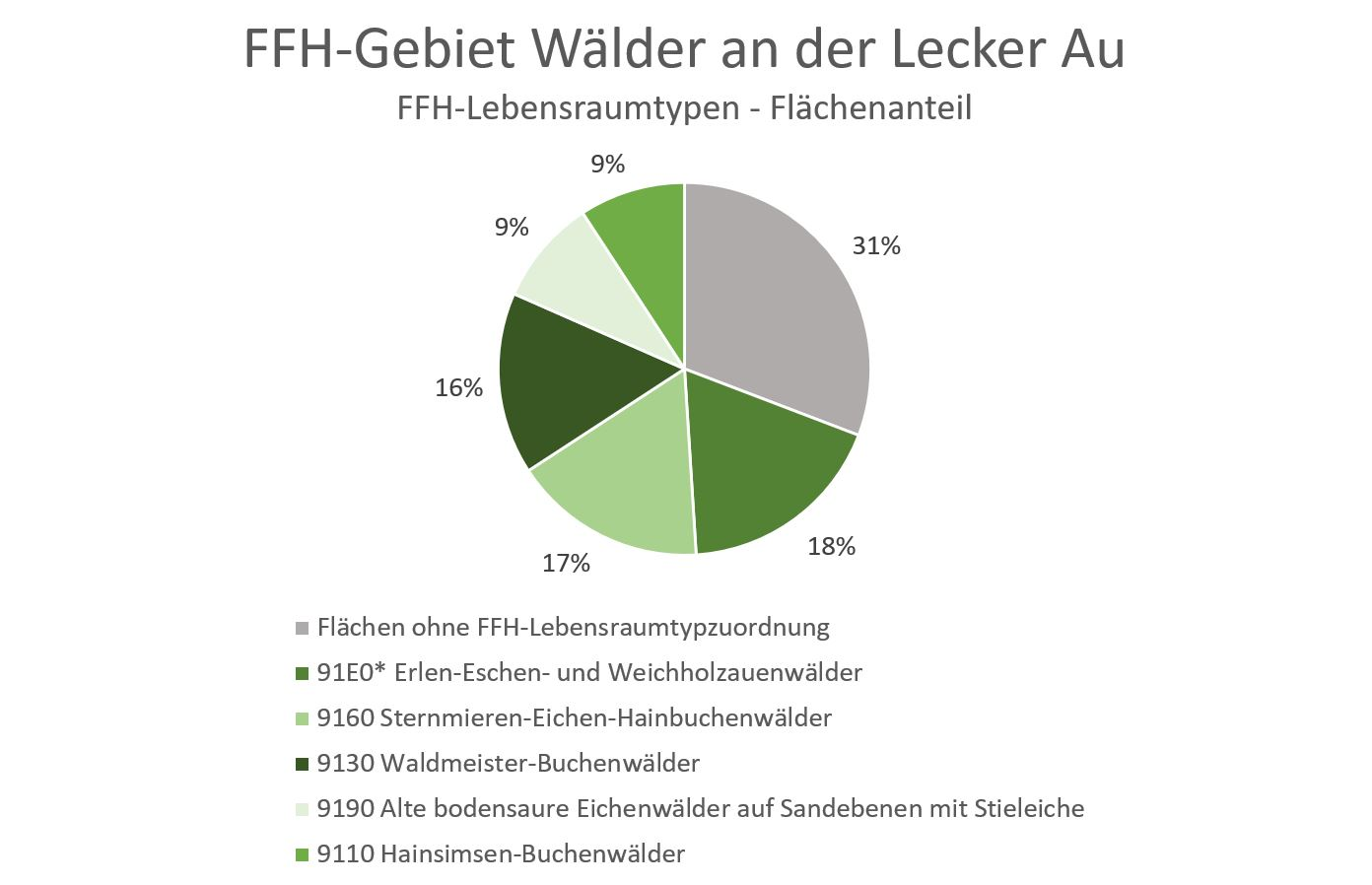
Diagramm 2: FFH-Lebensraumtypen

Laut Standard-Datenbogen vom März 2012 sind folgende FFH-Lebensraumtypen und Arten für das Gesamtgebiet als FFH-Erhaltungsgegenstände mit den entsprechenden Beurteilungen zum Erhaltungszustand der Umweltbehörde der Europäischen Union gemeldet worden (Gebräuchliche Kurzbezeichnung (BfN)): FFH-Lebensraumtypen nach Anhang I der EU-Richtlinie:
- 9110 Hainsimsen-Buchenwälder (Gesamtbeurteilung C)[16]
- 9130 Waldmeister-Buchenwälder (Gesamtbeurteilung C)[17]
- 9160 Sternmieren-Eichen-Hainbuchenwälder (Gesamtbeurteilung B)[18]
- 9190 Alte bodensaure Eichenwälder auf Sandebenen mit Stieleiche (Gesamtbeurteilung B)[19]
- 91E0* Erlen-Eschen- und Weichholzauenwälder (Gesamtbeurteilung C)[20]

Knapp ein Drittel der FFH-Gebietsfläche ist keinem FFH-Lebensraumtyp zugeordnet, siehe Diagramm 2. Arten gemäß Artikel 4 der Richtlinie 2009/147/EG und Anhang II der Richtlinie 92/43/EWG:
- A215 Uhu (Bubo bubo) (Keine Gesamtbeurteilung)[22]
- A236 Schwarzspecht (Dryocopus martius) (Keine Gesamtbeurteilung)[23]
- A099 Baumfalke (Falco subbuteo) (Keine Gesamtbeurteilung)[24]

Für die drei aufgeführten Arten kann wegen der geringen Zahl von Sichtungen keine Beurteilung abgegeben werden.

## FFH-Erhaltungsziele
Aus den oben aufgeführten FFH-Erhaltungsgegenständen werden als FFH-Erhaltungsziele von besonderer Bedeutung die Erhaltung folgender Lebensraumtypen und Arten im FFH-Gebiet vom Ministerium für Energiewende, Landwirtschaft, Umwelt und ländliche Räume des Landes Schleswig-Holstein erklärt:
- 9110 Hainsimsen-Buchenwälder
- 9130 Waldmeister-Buchenwälder
- 9160 Sternmieren-Eichen-Hainbuchenwälder
- 9190 Alte bodensaure Eichenwälder auf Sandebenen mit Stieleiche
- 91E0* Erlen-Eschen- und Weichholzauenwälder

## FFH-Analyse und Bewertung

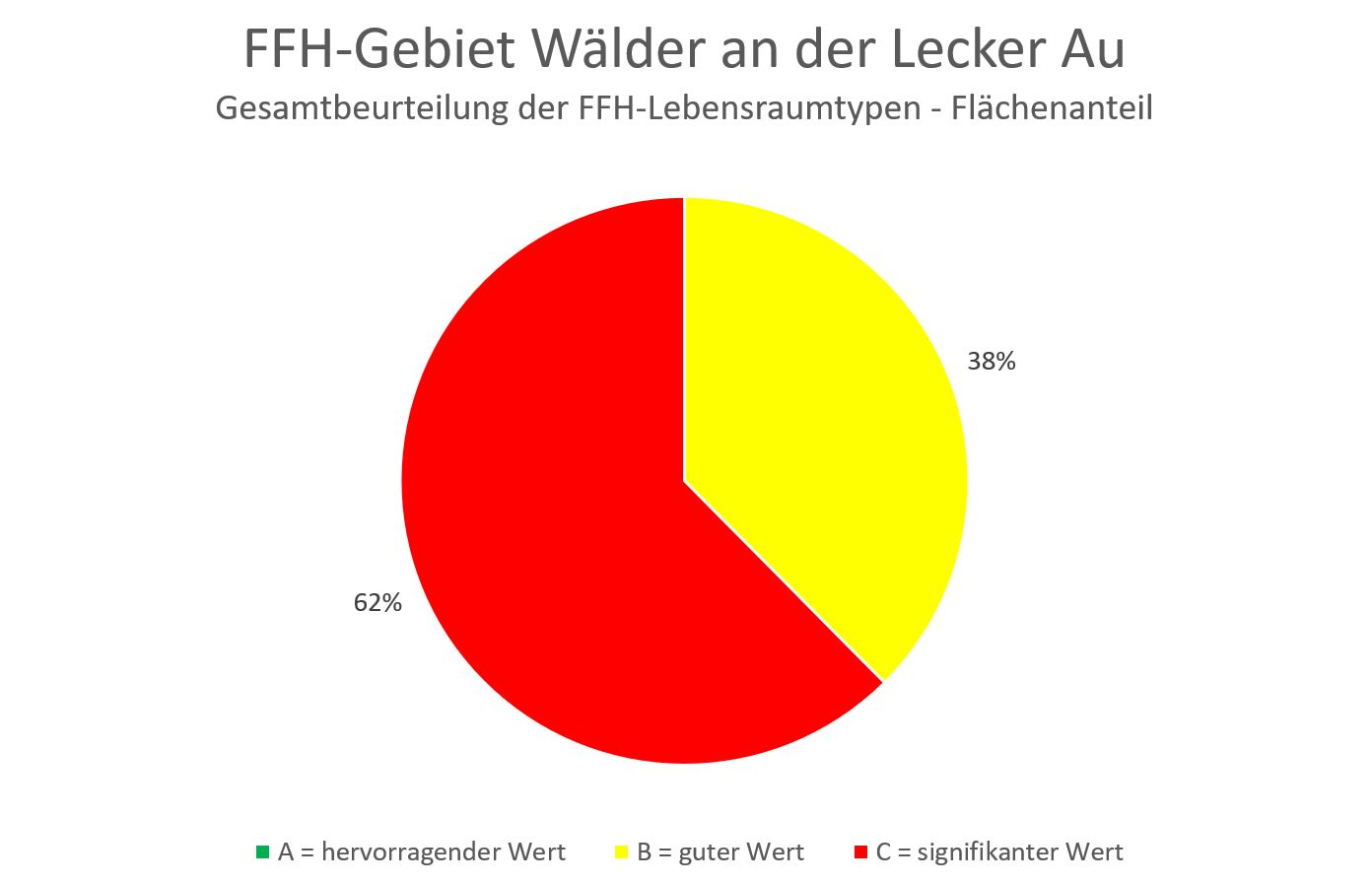
Diagramm 3: Gesamtbeurteilung der FFH-Lebensraumtypen

Das Kapitel FFH-Analyse und Bewertung im Managementplan beschäftigt sich unter anderem mit den aktuellen Gegebenheiten des FFH-Gebietes und den Hindernissen bei der Erhaltung und Weiterentwicklung der FFH-Lebensraumtypen. Die Ergebnisse fließen in den FFH-Maßnahmenkatalog ein.
In den beiden FFH-Teilgebieten Hogelund und Kuhholz und Eichenholz Gaarde ist der überwiegende Teil der Flächen mit den FFH-Lebensraumtypen belegt, die zu FFH-Erhaltungszielen erklärt worden sind. Im FFH-Teilgebiet Fresenhagen hingegen ist lediglich die Fläche nördlich des Altarms des Schwarzen Stroms mit dem FFH-Lebensraumtyp 9110 Hainsimsen-Buchenwälder und südlich des Schwarzen Stroms eine kleine Fläche mit 9190 Alte bodensaure Eichenwälder auf Sandebenen mit Stieleiche bedeckt. Selbst die dortige Fläche des NSG Erlenbruch weist keinerlei Ausweisungen mit FFH-Lebensraumtypen auf. Angesichts der Privateigentümerstruktur ist die Durchsetzung des in FFH-Gebieten geltenden Verschlechterungsverbotes durch die zuständige untere Naturschutzbehörde schwieriger als in FFH-Gebieten mit überwiegendem Eigentum der Öffentlichen Hand. Alle FFH-Erhaltungsgegenstände im FFH-Gebiet weisen einen durchschnittlichen bis schlechten Erhaltungszustand auf. In der Gesamtbeurteilung im SDB erreichen die Eichenwälder mit knapp einem Drittel der LRT-Fläche eine gute Beurteilung, während die Buchenwaldtypen mit knapp zwei Dritteln der LRT-Fläche eine schlechtere Beurteilung erlangen, siehe Diagramm 3. Der Hauptgrund liegt in der Altersstruktur der Bäume. Der größte Teil der Bäume ist ein- bis zweischichtig gewachsen. Um die Bestände zu einem guten Erhaltungszustand zu entwickeln, müssen auch die jüngeren Entwicklungsstände vertreten sein. Stehendes und liegendes Totholz ist nur wenig vorhanden. Mindestens drei Habitatbäume müssen pro Hektar ausgezeichnet sein, um Lebensraum für verschiedene Arten zu bieten.

## FFH-Maßnahmenkatalog
Der FFH-Maßnahmenkatalog im Managementplan führt neben den bereits durchgeführten Maßnahmen geplante Maßnahmen zur Erhaltung und Entwicklung der FFH-Lebensraumtypen im FFH-Gebiet an. Konkrete Empfehlungen sind in zehn Maßnahmenblättern und einer Maßnahmenkarte beschrieben.
Weitergehende Maßnahmen sind im Gegensatz zu den notwendigen Maßnahmen für die Besitzer freiwillig. Für die beiden FFH-Teilgebiete Hogelund und Kuhholz und Eichenholz Gaarde wird eine ökologisch orientierte Waldbewirtschaftung gemäß den Handlungsgrundsätzen der Schleswig-Holsteinischen Landesforsten vorgeschlagen. Im FFH-Teilgebiet Fresenhagen wird die Extensivierung der Grünlandnutzung auch außerhalb des FFH-Gebietes empfohlen. Dies würde dort zu einer Erhöhung der Artenvielfalt führen und den Eintrag von Nährstoffen in das NSG Erlenbruch verringern.

## FFH-Erfolgskontrolle und Monitoring der Maßnahmen
Eine FFH-Erfolgskontrolle und Monitoring der Maßnahmen findet in Schleswig-Holstein alle 6 Jahre statt. Die Ergebnisse des letzten Folgemonitorings wurden am 7. Februar 2011 in einem Textbeitrag und einer Kartensammlung veröffentlicht.